# Wilmersdorfer See

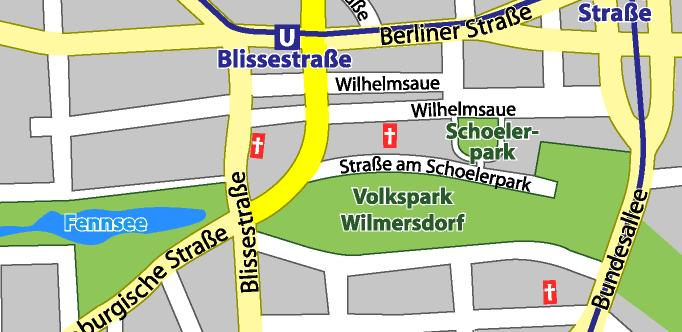
Waar ooit het meer lag, ligt nu „Volkspark Wilmersdorf“

De voormalige Wilmersdorfer See was een meer en lag in de wijk Wilmersdorf in Berlijn (Duitsland). Het meer lag in de buurt van de straat Wilhelmsaue (de voormalige dorpskern van Alt-Wilmersdorf). Het meer werd in 1915 gedempt.
Rond 1880 werd van het meer gedeeltelijk een openluchtzwembad gemaakt toen Otto Schramm het „Seebad Wilmersdorf“ oprichtte. Het aangrenzende Tanzpalast Schramm am See was destijds een zeer populair uitgaanscentrum voor de Berlijnse bevolking en voor inwoners van naburige plaatsen als Schöneberg, Charlottenburg en Schmargendorf.
Op de plek van de Wilmersdorfer See bevinden zich tegenwoordig woningen en het Volkspark Wilmersdorf.